# Darrell Long
Darrell Don Earl Long (né le 5 août 1962 à San Diego, en Californie) est un ingénieur informaticien aux États-Unis depuis 1988. Doté du titre Kumar Malavalli, il est professeur distingué d’ingénierie informatique à l'université de Californie à Santa Cruz. Il est premier rédacteur en chef du IEEE Computer Society (LOCS), et rédacteur en chef et émérite de l'ACM Transactions on Storage (TOS). En 2002, il a fondé la Conférence sur les technologies de fichiers et de stockage (FAST), l'une des conférences les plus prestigieuses dans le domaine du stockage de données informatiques.

## Recherche
Les intérêts de recherche du Dr Long comprennent le stockage d'information, les système d'exploitation, l'informatique distribuée et la sécurité informatique. Il a écrit des articles de recherche sur la mise en cache des données informatique,
les systèmes de fichiers distribués,
la gestion du disque dur à consommation d'énergie dans l'informatique mobile
et les techniques de multidiffusion à bande passante pour la vidéo à la demande, etc.
En 1991, Dr Long a lancé l'idée de stocker les métadonnées séparément des données dans le système de fichiers Swift. Cette idée est devenue un concept de conception central dans les systèmes de fichiers et de stockage distribués tels que IBM TotalStorage / SAN (Storage Tank) et Ceph. Il est l'un des pionniers de la déduplication des données et a publié de nombreux articles sur le sujet.

## Prix et honneurs
Professeur Long est devenu un fellow de l'IEEE en 2006 "pour ses contributions à l'architecture et à la performance des systèmes de stockage". En 2008, il était intronisé en tant que membre de l'Association américaine pour l'avancement des sciences.
- 2018—IBM Faculty Award.
- 2016—Best Paper Award, “RESAR: Reliable Storage at Exabyte Scale,” Symposium on Modeling, Analysis and Simulation of Computer and Telecommunication Systems.
- 2015—Best Paper Award, “Classifying Data to Reduce Long Term Data Movement in Shingled Write Disks,” Conference on Mass Storage Systems and Technologies.
- 2013—Best Short Paper Award, “A File By Any Other Name: Managing File Names with Metadata,” International Systems and Storage Conference.
- 2012—Certificate of Appreciation for Outstanding Service, National Research Council.
- 2010—Professor ad Honorem de la Universidad Católica del Uruguay.
- 2008—Certificate of Appreciation for Outstanding Service, National Research Council.
- 2005—IBM Research Invention Achievement Award (Third Plateau).
- 2005—Certificate of Appreciation for Outstanding Service, National Research Council.
- 2003—IBM Faculty Award.
- 2002—IBM Research Invention Achievement Award (Second Plateau).
- 2001—IBM Corporate Accomplishment Award for Adaptive Differential Back-up in the Tivoli Storage Manager.
- 1997—IBM Research Invention Achievement Award (First Plateau).
- 1996—IBM Research Invention Achievement Award.
- 1995—Best Paper Award, “A Longitudinal Study of Internet Host Reliability,” Symposium on Reliable Distributed Systems.

## Philanthropie
En 2022, Darrell Long et son épouse Elaine ont créé le Fonds Darrell et Elaine Long afin de promouvoir l’excellence dans les sciences physiques et le génie. Ce fonds a permis de financer deux prix annuels — le Prix Long en génie expérimental et le Prix Long en physique expérimentale — décernés de 2022 à 2025 pour les meilleures thèses de doctorat dans chaque domaine,. En juin 2025, le fonds a été élargi avec la création de la Chaire dotée Darrell D. E. Long et Elaine N. Long en physique expérimentale. Le premier titulaire de cette chaire fut Bruce A. Schumm, professeur distingué de physique.